# Fragkiskos Alvertīs
Fragkiskos Alvertīs (in greco Φραγκίσκος Αλβέρτης?; Glifada, 11 giugno 1974) è un ex cestista, allenatore di pallacanestro e dirigente sportivo greco.
Capitano del Panathinaikos Atene e titolare per un decennio nella nazionale greca, detiene il record del maggior numero di presenze nelle Final Four in Eurolega.

## Carriera
Cresciuto nel Glyfada BC, nel 1990 è stato acquistato dal Panathinaikos in cambio del miglior giocatore della sua sezione di pallanuoto. Da allora, Alvertīs è diventato una bandiera del club greco, con cui ha conquistato undici campionati greci (1998, 1999, 2000, 2001, 2003, 2004, 2005, 2006, 2007, 2008, 2009), 8 Coppe di Grecia (1993, 1996, 2003, 2005, 2006, 2007, 2008, 2009) e 5 Euroleghe (1996, 2000, 2002, 2007, 2009). Per 12 volte ha giocato l'All Star Game del campionato greco.
Alvertīs è stato anche titolare della nazionale della Grecia fino al 2004. In totale ha giocato 155 gare, con una media di 10,4 punti a partita. Con i greci ha ottenuto due semifinali all'Eurobasket (nel 1995 e nel 1997) e la semifinale del Mondiale del 1998. Ha giocato anche le Olimpiadi di Atlanta nel 1996.

## Palmarès

### Giocatore

#### Squadra
- Campionato greco: 11

Panathinaikos: 1997-98, 1998-99, 1999-2000, 2000-01, 2002-03, 2003-04, 2004-05, 2005-06, 2006-07, 2007-08, 2008-09
- Coppa di Grecia: 8

Panathinaikos:	1992-93, 1995-96, 2002-03, 2004-05, 2005-06, 2006-07, 2007-08, 2008-09
- Coppa dei Campioni - Eurolega: 5

Panathinaikos: 1995-96, 1999-2000, 2001-02, 2006-07, 2008-09
- Coppa Intercontinentale: 1

Panathinaikos: 1996

#### Individuale
- MVP Coppa di Grecia: 1

Panathinaikos: 2002-03
- A1 Ethniki MVP: 1

Panathinaikos: 2002-03

### Allenatore
- Campionato greco: 1

Panathinaikos: 2013-14